# چقاگنوژ
چقاگنوژ، روستایی از توابع بخش کوزران شهرستان کرمانشاه در استان کرمانشاه ایران است.

## جمعیت
این روستا در دهستان سنجابی قرار دارد و بر پایه سرشماری مرکز آمار ایران در سال ۱۳۸۵، جمعیت آن ۲۰۷ نفر (۴۵خانوار) بوده‌است.

## محصولات
محصولات زمین‌های کشاورزی این روستا :گوجه , ذرت , نخود و … می‌باشد‌.